# EduVentures
EduVentures ist eine in Namibia registrierte Nichtregierungsorganisation, welche die Bildung für nachhaltige Entwicklung fördert.

## Schwerpunkte
Besonderheit des Programms ist die Kombination aus Umweltbildung und Forschung. Umgesetzt wird das Programm in Form von kleinen Forschungsprojekten in Kooperation mit dem Ministerium für Umwelt und Tourismus, dem Nationalmuseum von Namibia in Windhoek, staatlichen und privaten Schulen, Hochschulen (Namibia University of Science and Technology, Universität von Namibia) und anderen namibischen Nichtregierungsorganisationen. Unter dem Motto „children working for heritage“ können Schüler mit namibischen und internationalen Naturwissenschaftlern an Forschungsprojekten zusammenarbeiten. Die 14- bis 24-jährigen Jugendlichen erhalten dadurch nicht nur Kenntnisse über Zusammenhänge zwischen biologischer Vielfalt, Wertschöpfung und nachhaltiger Nutzung natürlicher Ressourcen, sondern werden auch mit wissenschaftlichen Vorgehens- und Arbeitsweisen vertraut gemacht. Besonders bei Teilnehmern aus gesellschaftlich benachteiligten Gruppen soll der Keim zur Motivation gelegt werden, aktiv und verantwortungsvoll die eigene und die Zukunft der Gemeinschaft nachhaltig mitzubestimmen und als Vorbild und Multiplikator auf ihr Umfeld einzuwirken.

## Hintergrund
Laut UNDP ist Namibia weltweit eines der Länder mit dem größten Unterschied in der Einkommensverteilung. Dieser Entwicklungsnachteil zeigt sich für große Teile der Bevölkerung in der ungleichen Chancenverteilung für eine gute Ausbildung und entsprechende Berufswahl.
Diese Situation war auch die Motivation des namibischen Lehrers Nicolas Krone der Immanuel Shifidi Secondary School in Katutura und der südafrikanischen Biologin Tharina Bird, Kuratorin für Arachnologie am Nationalmuseum von Namibia in Windhoek, Anfang 2003, auf Grundlage der Agenda 21, das Bildungsprogramm EduVentures ins Leben zu rufen. Ziel war es, Jugendliche aus benachteiligten Bevölkerungsschichten für ihre natürliche Umwelt zu sensibilisieren sowie die naturwissenschaftliche Arbeit am Museum durch geschulte freiwillige Assistenten finanziell und personell zu entlasten. Aus dieser Kombination erhofften sich die Gründer auch eine Stärkung sozialer und umweltpolitischer Interessen der heranwachsenden neuen Generation.
Am Beginn standen pädagogisch wissenschaftlich geführte Sammelexpeditionen in entlegene Gebiete Namibias zur Erfassung und Bereitstellung ökologischer Daten für das Nationalmuseum von Namibia. Diese umfassen die Beschreibung neuer Spezies, die Bestandsaufnahme und Verbreitungsdichte verschiedener Spezies sowie das Umweltmonitoring zur Bewertung von Veränderungen in Ökosystemen. Mittlerweile beteiligen sich internationale Wissenschaftler und Lehrer am EduVentures-Programm und es werden Schüler aus allen sozialen Schichten unterschiedlicher Herkunft in die Projekte einbezogen.

## Aktivitäten

### Expeditionen
Kerngeschäft von EduVentures sind Expeditionen mit Jugendlichen zwischen 14 und 17 Jahren in entlegene, noch relativ unerforschte Regionen Namibias, wie zum Beispiel Inselberge. Durch diese Expeditionen erhalten die Teilnehmer wichtige Kenntnisse über Zusammenhänge zwischen biologischer Vielfalt, Wertschöpfung und nachhaltiger Nutzung natürlicher Ressourcen. Dabei werden echte wissenschaftliche Daten erhoben.
Aber auch wichtige Eigenschaften wie Durchhaltevermögen, Unbestechlichkeit Gemeinschaftssinn und Neugier werden den Jugendlichen mit auf den weiteren Lebensweg gegeben.
Diese Synergie aus Persönlichkeitsentwicklung und seriöser naturwissenschaftlicher Forschung ist Alleinstellungsmerkmal von EduVentures.
Gelerntes sollen die Jugendlichen später aktiv zum Wohle der Gesellschaft einsetzen, indem sie als Vorbilder vorangehen, umweltbewusst und verantwortlich handeln. Die Teilnahme an von EduVentures initiierten Aktivitäten soll als Schlüsselerlebnis dienen, welches den Schülern auch die Richtung für eine spätere Berufsorientierung weist.
Das Programm soll vor allem Jugendliche aus gesellschaftlich benachteiligten Gruppen ansprechen. Um das Gemeinschaftsgefühl zu stärken, kommen seit 2005 aber auch vermehrt Teilnehmer aus privilegierten Schichten zu EduVentures. Die Einbeziehung gehörgeschädigter Kinder ist ebenso fester Bestandteil des Programms. Überdies wurden mit Teilnehmern aus ländlichen Gebieten Namibias erste gute Erfahrungen gemacht.
Bei der Gruppenzusammensetzung achtet das EduVentures-Team stets auf ein ausgeglichenes Verhältnis zwischen Mädchen und Jungen.
Somit spiegelt die Herkunft der Teilnehmer das gesamte gesellschaftliche Spektrum Namibias wider. Nicht zuletzt weil die Expeditionen auch körperliche Anstrengungen mit sich bringen, werden die Jugendlichen so zu einer eingeschworenen Gemeinschaft und dadurch zu Multiplikatoren für den Rest der namibischen Gesellschaft.

### Forschungscamps
Besonders engagierten und interessierten Schülern wird durch EduVentures die Möglichkeit geboten, alle zwei Jahre an Forschungscamps teilzunehmen. Diese folgen im Wesentlichen dem Prinzip der Expeditionen, allerdings mit der Besonderheit, dass es an den Teilnehmern liegt, sich ein Thema für die Expedition auszudenken, das sie bearbeiten möchten. Selbständig führen sie Versuche und Messungen durch, die zur Beantwortung zuvor gestellter Fragen beitragen sollen. Die Ergebnisse dieser Forschungscamps werden anschließend während „National Science Fair“-Wettbewerben, vergleichbar mit Jugend forscht, präsentiert und von einer Jury bewertet.
Neben den bereits genannten Erfahrungen, welche die Teilnehmer bei Expeditionen machen, lernen die Schüler hier zusätzlich Verantwortung zu übernehmen sowie ein Thema genau und selbständig zu bearbeiten und zu präsentieren. Sie entscheiden selbst die Herangehensweise und bekommen Unterstützung und Starthilfe von Mentoren.

### Internationaler Tag der Artenvielfalt
Anlässlich des Internationalen Jahres der Artenvielfalt 2010 wurde EduVentures erstmals die Ehre zuteil, im Auftrag des Ministeriums für Umwelt und Tourismus (MET) und in Kooperation mit Geo den „Biodiversity Action Day“ in Namibia zu organisieren und durchzuführen. Ausgerichtet wurde das medienwirksame Ereignis rings um das Brandbergmassiv, welches als Inselberg eine besonders hohe Zahl endemischer Arten beherbergt. Über hundert Teilnehmer versammelten sich zwischen dem 7. und 9. Mai am Fuß des Massivs, um dem Ereignis beizuwohnen und ihren Teil zu dessen Umsetzung beizutragen.
Ziel der Aktion ist es, verschiedenen Bevölkerungsgruppen und Interessenvertretern die enorme Wichtigkeit und den hohen Stellenwert biologischer Vielfalt näher zu bringen und auf herrschende Missstände aufmerksam zu machen: Was ist Biodiversität? Wozu brauchen wir sie? Warum verlieren wir kontinuierlich Arten, Gene und ganze Ökosysteme – schneller als je zuvor in der Geschichte? Welche Konsequenzen ergeben sich daraus? Was wird uns das kosten? Wie können wir diese Entwicklung umkehren? Auf all diese Fragen sollte mittels verschiedener Aktionsgruppen die passende Antwort gefunden werden. Diese behandelten Themengebiete wie beispielsweise Pflanzen, Gliederfüßer, Säugetiere und Archäologie. Mitunter eine Konsequenz war eine von der Umweltministerin Netumbo Nandi-Ndaitwah veranlasste außerordentliche Parlamentssitzung zu Biodiversität sowie eine Konferenz, auf der Forscher die Artenschätze des Brandbergs diskutierten.